# Paduniella koehleri
Paduniella koehleri är en nattsländeart som beskrevs av Malicky 1995. Paduniella koehleri ingår i släktet Paduniella och familjen tunnelnattsländor. Inga underarter finns listade i Catalogue of Life.